# James Files
James Earl Files (* 24. Januar 1942) ist ein amerikanischer Strafgefangener, der von sich behauptet,  am Attentat auf John F. Kennedy beteiligt gewesen zu sein.

## Leben
James E. Files wurde am 24. Januar 1942 auf einer kleinen Farm bei Oakman (Walker County (Alabama)), USA geboren. Bis 1963 benutzte er den Namen „Sutton“. Die Familie zog Ende der 1940er Jahre nach Melrose Park (Illinois). 1959 soll er der United States Army beigetreten und zur 82. US-Luftlandedivision gekommen sein. Er sei im Rahmen der Operation White Star nach Laos geschickt worden, wo er Geheimdienstarbeiten ausgeführt haben soll. Nach seiner Entlassung kam er nach eigenen Angaben in Kontakt zur amerikanischen Mafia, für die er zunächst als Fahrer, dann als Auftragsmörder tätig wurde. Sein Auftraggeber sei Charles Nicoletti gewesen. Am 7. Mai 1991 geriet Files in ein Feuergefecht mit einem Polizisten und wurde wegen versuchten Mordes zu 30 Jahren Gefängnis verurteilt. Files saß im Stateville-Gefängnis in Illinois ein und wurde 2014 in das Danville-Gefängnis verlegt, bis er am 6. Mai 2016 auf Bewährung entlassen wurde.

## Angebliche Beteiligung am Kennedy-Attentat
Files behauptete in zwei Interviews 1994 und 2003, am 22. November 1963 vom Grashügel an der Dealey Plaza in Dallas den tödlichen Schuss auf den amerikanischen Präsidenten John F. Kennedy abgegeben zu haben. Auftraggeber seien Nicoletti und Johnny Roselli gewesen.
Files ist einer von mehr als zwanzig Personen, die Geständnisse und Aussagen über die wahren Täter des Kennedy-Attentats abgegeben haben sollen. Die meisten davon schließen einander aus. Seinen Behauptungen wird von Historikern, Politikwissenschaftlern und Juristen, die sich wissenschaftlich mit Kennedy beschäftigen, kein Glauben geschenkt. Files berichtet etwa, wie er an den Plan mit der geänderten Route kam, auf der die Kolonne des Präsidenten durch Dallas fahren sollte – in Wahrheit gab es aber keine solche Routenänderung. Auch war Files am Tag des Attentats, dem 22. November 1963, nachweislich nicht in Dallas, sondern in Chicago. Vincent Bugliosi bezeichnet Files als „Rodney Dangerfield der Kennedy-Attentäter“, der nicht ernst genommen werden könne: Selbst von den Autoren, die annehmen, Kennedy sei einer Verschwörung zum Opfer gefallen, glaubten nur ganz wenige an seine Version.